# Sankt Nicolaus' Kilde
Sankt Nicolaus' Kilde er en kilde, som springer ved Aarhus bys gamle, sydlige udkant. I dag har underføringen af den tunge trafik mellem E45 og Århus Havn berøvet kilden dens vand, og den præsterer kun få dryp i timen. Så sent som i 1980 fandt Aarhus Kommune det dog værd at ofre en nyindretning af kildeområdet, og ved den lejlighed forsynedes kilden med denne tekst:
Sankt Nicolaus' Kilde
Hellig Niels' Kilde
har navn efter kongesønnen Hellig Niels, født omkring 1150, død 1180 og begravet i Aarhus i et trækapel ved havet, hvor Domkirken blev bygget.
Niels var søn af kong Knud Magnussen (dræbt ved blodgildet i Roskilde 1157) og knyttet til Aarhus-egnen, hvor han boede dels i Viby, dels i Skibby i Harlev Sogn. På grund af de jærtegn og undere, der indtraf omkring Hellig Niels, medens han levede som ved hans grav, fik han sit tilnavn og blev Århus Stifts lokalhelgen, men opnåede aldrig pavestolens anerkendelse.
Kilden skal være brudt frem allerede i Hellig Niels' levetid. Endnu i 1800-årene blev helligkilden besøgt især på Valborgsaften og Sankthansaften som følge af dens helbredende virkning.
Kildeanlægget er anlagt af Aarhus Kommune i 1979-80 og genindviet 23.6.1980.

## Note
1. ↑  
Det undergørende vand fra kilden blev også baggrunden for produktionen på mineralvandsfabrikken "Sankt Nicolaus Kilde Brøndanstalt", som fremstillede den navnkundige Sportsselter, der bar den manende påskrift: "Vogt Dem for de mange tarvelige efterligninger!"

56°8′33.45″N 10°12′29.12″Ø / 56.1426250°N 10.2080889°Ø